# Francisco Javier Simonet
Francisco Javier Simonet Baca (Malaga, 1829 - Madrid, 1897) est un orientaliste, arabiste, lexicographe et historien espagnol.

## Biographie
Professeur de langue arabe à l'Université de Grenade (1862), il fut récompensé, en 1867, par l'Académie espagnole d'Histoire pour son œuvre Historia de los mozárabes españoles. 
Il fit partie de la Commission des Monuments de Grenade et fut l'auteur d'une Crestomatía arábigo-española (1881) publiée en collaboration avec José Lerchundi. 
Francisco Javier Simonet se signale surtout par ses travaux sur les mozarabes de al-Andalus, notamment par son Glosario de voces ibéricas y latinas usadas entre los mozárabes (1888) et sa magistrale Historia de los mozárabes de España (1897-1903). Remarquablement érudit il fait néanmoins une place importante dans son œuvre à ses propres convictions religieuses.

## Œuvres principales
- Historia de los mozárabes de España, 1: Los virreyes (años 711 a 756)
- Historia de los mozárabes de España, 2: De Abderramán I a Mohamed I (años 756 a 870)
- Historia de los mozárabes de España, 3: Hasta la conquista de Toledo por Alfonso VI (años 870 a 1085)
- Historia de los mozárabes de España, 4: Los últimos tiempos (años 1085 a 1492)